# Lophomerum autumnale
Lophomerum autumnale är en svampart som först beskrevs av Darker, och fick sitt nu gällande namn av Magasi 1966. Lophomerum autumnale ingår i släktet Lophomerum och familjen Rhytismataceae.   Inga underarter finns listade i Catalogue of Life.